# Джеферсън (окръг, Арканзас)
Вижте пояснителната страница за други населени места с името Джеферсън.
Окръг Джеферсън (на английски: Jefferson County) е окръг в щата Арканзас, Съединени американски щати. Площта му е 2367 km², а населението – 77 435 души (2010). Административен център е град Пайн Блъф.